# Барсело, Мигель
Мигель Барсело́, Микель Барсело (исп. Miquel Barceló Artigues, 8 января 1957, Феланич) – испанский (каталонский) художник.

## Биография
Сын художницы-пейзажистки. В 1970 открыл для себя в Париже ар-брют. Учился в Школе декоративного искусства (Пальма, 1972-1973) и в Школе изобразительного искусства Сан-Жорди в Барселоне, но бросил занятия.  Входил в группу художников Майорки Лунатическая мастерская. Первое признание получил после участия в Биеннале в Сан-Паулу (1981) и седьмой выставке Документа в Касселе (1982).
Живет в Париже, на Майорке и в Мали.

## Творчество
Испытал влияние экспрессионизма, живописи Миро, Поллока, Тапиеса, ар-брют, концептуального искусства.
Выступает также как художник-оформитель (панно во Дворце Наций  в Женеве и в Кафедральном соборе Ла Сеу в Пальма-де-Майорка), книжный иллюстратор (Божественная комедия Данте, книги Пола Боулза, Родриго Рея Росы и др.). Сотрудничал со знаменитым слепым фотохудожником из Словении Эвгеном Бавчаром, с балетмейстером Жозефом Наджем.

## Персональные выставки
2010
- CaixaForum Мадрид. La solitude organisative. 11.02-13.06.2010, Мадрид, Испания.[5]
- Папский дворец. Terra Mare.27.06-07.11.2010 Авиньон, Франция.
- Искусство Санта Моники.15.07-26.09.2010, Барселона, Испания
- CaixaForum Барселона. La solitude organisative. 16.07.2010-09.01.2011 Барселона, Испания

2009
- Выставочный зал de CAM, Эльче. Жест природы. 12.03.09-30.04.09. Переезд: холл Гостиницы «Париж», Уэльва. Резиденция провинциального совета Уэльвы.07.05-31.05.2009[5]
- Галерея Бруно Бишофберхера. Мигель Барсело. Последние работы. 23.05-24.07.2009, Цюрих, Швейцария.
- 53-я Международная Выставка Искусства — Биеннале в Венеции, Павильон Испании. 07.06-22.11.2009, Венеция
- Музей современного искусства «les Abattoirs». 20.11.09-28.02.10. Тулуза, Франция.

## Признание
В 1996 ретроспектива его работ прошла в Центре Помпиду в Париже, в 2004 его иллюстрации к Божественной Комедии были представлены в Лувре.
Национальная художественная премия (1986), художественная Премия Принца Астурийского (2003) и др. награды. Почётный доктор Университета Балеарских островов (2007).